# Locris
|  | Aquest article tracta sobre el grup humà de l'antiga Grècia. Si cerqueu per a la ciutat de la Magna Grècia, vegeu «Locres Epizefiris». |

Mapa que mostra els dialectes regionals del grec durant el període clàssic

Els locris (grec antic: Λοκροί, llatí: Locrenses) eren un antic poble de Grècia suposadament descendents dels lèleges, com creu Aristòtil. El seu nom derivaria de Locros, rei dels lèleges, segons Estrabó i els Iambes al Rei Nicomedes. Es van barrejar completament amb els hel·lens, ja en un període molt primitiu, i als poemes d'Homer apareixen sempre com a grecs. Fins i tot, en algunes tradicions, es diu que Deucalió, que va repoblar Grècia després del diluvi, va viure a la ciutat lòcrida d'Opunt. El seu país es va dir Lòcrida, i era al centre de Grècia, a l'est d'Etòlia i a l'oest de Beòcia.
En època històrica es van dividir en dues tribus amb costums, vestits i hàbits diferents: els locris orientals, subdividits en opuntis i epicnemidis, a la costa oriental de Grècia, enfront de l'illa d'Eubea; i els locris occidentals (ozolis), a la zona del golf de Corint. El mont Parnàs era la divisòria així com la Dòrida i la Fòcida, situades entre ambdues. Homer menciona només els locris orientals, que eren els més antics i els més avançats, i suposadament els occidentals van sorgir com a colònia dels primers i no apareixen abans de la guerra del Peloponnès. Tucídides els presenta com un poble semibàrbar. La hipòtesi més raonable és que ocupaven el país des d'una punta a l'altra i van restar separats per l'emigració dels focis i doris.